# Alonzo Russell
Alonzo Russell (ur. 8 lutego 1992 we Freeport) – bahamski lekkoatleta specjalizujący się w biegach sprinterskich.
Jako junior, stawał na podium CARIFTA Games. Srebrny medalista młodzieżowych mistrzostw NACAC w sztafecie 4 × 400 metrów (2012). W 2014 wszedł w skład bahamskiej sztafety, która zdobyła w Glasgow wicemistrzostwo Igrzysk Wspólnoty Narodów. W 2015 startował na mistrzostwach NACAC w San José, podczas których zdobył srebro w sztafecie, a indywidualnie zajął 7. miejsce w biegu na 400 metrów. Srebrny medalista halowych mistrzostw świata w biegu rozstawnym 4 × 400 metrów (2016). Brązowy medalista olimpijski w sztafecie 4 × 400 metrów z Rio de Janeiro (2016).

## Osiągnięcia
| Rok  | Impreza                               | Miejsce        | Konkurencja                      | Lokata     | Wynik   |
| ---- | ------------------------------------- | -------------- | -------------------------------- | ---------- | ------- |
| 2010 | Mistrzostwa świata juniorów           | Moncton        | sztafeta 4 × 400 metrów          | eliminacje | 3:14,42 |
| 2012 | Młodzieżowe mistrzostwa NACAC         | Irapuato       | bieg na 400 metrów               | 5. miejsce | 46,56   |
| 2012 | Młodzieżowe mistrzostwa NACAC         | Irapuato       | sztafeta 4 × 400 metrów          | 2. miejsce | 3:04,33 |
| 2014 | Igrzyska Wspólnoty Narodów            | Glasgow        | sztafeta 4 × 400 metrów          | 2. miejsce | 3:00,51 |
| 2015 | Igrzyska panamerykańskie              | Toronto        | sztafeta 4 × 400 metrów          | 4. miejsce | 3:00,34 |
| 2015 | Mistrzostwa NACAC                     | San José       | bieg na 400 metrów               | 7. miejsce | 46,20   |
| 2015 | Mistrzostwa NACAC                     | San José       | sztafeta 4 × 400 metrów          | 2. miejsce | 3:00,53 |
| 2016 | Halowe mistrzostwa świata             | Portland       | bieg na 400 metrów               | półfinał   | 47,07   |
| 2016 | Halowe mistrzostwa świata             | Portland       | sztafeta 4 × 400 metrów          | 2. miejsce | 3:04,75 |
| 2016 | Igrzyska olimpijskie                  | Rio de Janeiro | bieg na 400 metrów               | eliminacje | DQ      |
| 2016 | Igrzyska olimpijskie                  | Rio de Janeiro | sztafeta 4 × 400 metrów          | 3. miejsce | 2:58.49 |
| 2017 | Mistrzostwa świata                    | Londyn         | sztafeta 4 × 400 metrów          | eliminacje | 3:03,04 |
| 2018 | Halowe mistrzostwa świata             | Birmingham     | bieg na 400 metrów               | eliminacje | DQ      |
| 2018 | Igrzyska Wspólnoty Narodów            | Gold Coast     | sztafeta 4 × 400 metrów          | 2. miejsce | 3:01,92 |
| 2018 | Igrzyska Ameryki Środkowej i Karaibów | Barranquilla   | bieg na 400 metrów               | 6. miejsce | 46,18   |
| 2018 | Igrzyska Ameryki Środkowej i Karaibów | Barranquilla   | sztafeta 4 × 400 metrów          | 5. miejsce | 3:07,31 |
| 2018 | Mistrzostwa NACAC                     | Toronto        | bieg na 400 metrów               | 6. miejsce | 46,26   |
| 2018 | Mistrzostwa NACAC                     | Toronto        | sztafeta 4 × 400 metrów          | 2. miejsce | 3:03,80 |
| 2019 | Mistrzostwa świata                    | Doha           | bieg na 400 metrów               | eliminacje | 45,91   |
| 2019 | Igrzyska panamerykańskie              | Lima           | sztafeta 4 × 400 metrów          | 7. miejsce | 3:09,98 |
| 2021 | Igrzyska olimpijskie                  | Tokio          | bieg na 400 metrów               | półfinał   | 46,04   |
| 2022 | Mistrzostwa świata                    | Eugene         | sztafeta mieszana 4 × 400 metrów | eliminacje | 3:19,73 |
| 2022 | Igrzyska Wspólnoty Narodów            | Birmingham     | bieg na 400 metrów               | półfinał   | 46,40   |
| 2022 | Mistrzostwa NACAC                     | Freeport       | sztafeta 4 × 400 metrów          | 3. miejsce | 3:06,21 |
| 2023 | Mistrzostwa świata                    | Budapeszt      | bieg na 400 metrów               | eliminacje | 46,95   |
| 2024 | World Athletics Relays                | Nassau         | sztafeta 4 × 400 metrów          | repasaże   | 3:08,29 |
| 2024 | World Athletics Relays                | Nassau         | sztafeta mieszana 4 × 400 metrów | repasaże   | 3:12,81 |
| 2024 | Igrzyska olimpijskie                  | Paryż          | sztafeta mieszana 4 × 400 metrów | eliminacje | 3:14,58 |

## Rekordy życiowe
- Bieg na 400 metrów (stadion) – 44,73 (2023)
- Bieg na 400 metrów (hala) – 46,38 (2018)

5 maja 2024 w Nassau Russell biegł na trzeciej zmianie bahamskiej sztafety mieszanej 4 × 400 metrów, która wynikiem 3:12,81 ustanowiła aktualny rekord kraju w tej konkurencji.